# Río Agus
Río Agus es un río que fluye por 36,5 km desde Lago Lanao a la bahía de Iligan, Filipinas. Corta a través de las provincias de Lanao del Sur y Lanao del Norte. Los asentamientos a lo largo de las orillas del río incluyen la Ciudad de Marawi, la Municipalidad de Linamon y la ciudad de Iligan. Se separa en dos canales, ya que uno drena a la bahía de Iligan, y otro va sobre las cataratas María Cristina mientras que otros suplen a las cataratas Linamon. El río desciende a alrededor de 2.200 pies (670 m) desde su nacimiento a medida que fluye por 21 millas. (34 km) antes de drenar en el mar. El río es relativamente poco profundo, ya que está a sólo 4 pies (1,2 m) de profundidad en algunas zonas. 